# Російські олігархи
Росі́йські оліга́рхи — це бізнес-олігархи колишньої радянської республіки РРСФР, які стрімко накопичували багатство в епоху російської приватизації після розпаду Радянського Союзу у 90-х роках. Історик Едвард Л. Кінан провів порівняння між сучасним російським феноменом олігархів та системою могутніх бояр, що виникли в пізньосередньовічній Московії.
Перші сучасні російські олігархи з'явилися як підприємці бізнес-сектору при Михайлові Горбачові (Генеральний секретар ЦК КПРС 1985—1991 рр.) під час періоду лібералізації ринку. Термін «олігарх» походить від давньогрецького значення олігархії «правило небагатьох».
Олігархи набувають більшого впливу над політичною системою в Росії, особливо в кампанії переобрання Єльцина 1996 р., яка надає олігархам фінансування та підтримку. У цей період термін увійшов до російської мови. Для фінансування кампанії Єльцина була утворена група з семи фінансистів («Семибанкірщина»):
- Борис Березовський
- Михайло Ходорковський
- Михайло Фрідман
- Володимир Потанін
- Володимир Гусинський
- Олександр Смоленський
- Володимир Виноградов

## Епоха Єльцина

### Приватизація

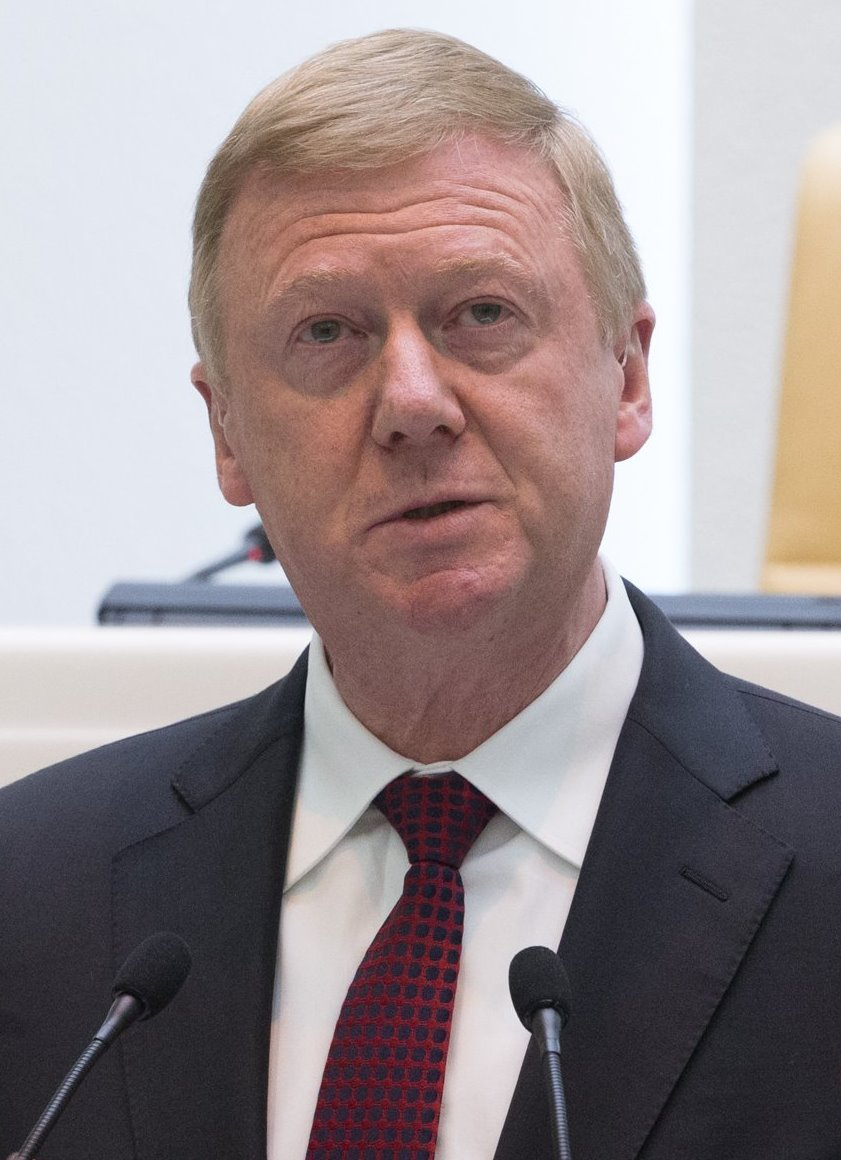
Анатолій Чубайс

Анатолій Чубайс, проєкт приватизації якого використали в Росії, привели до утворення олігархів.
Коли Радянський Союз розпався наприкінці 1991 року, в його найбільшій республіці, Росії, було негайно розпочато низку фундаментальних реформ. У період з серпня 1991 р. до серпня 1992 р. країна швидко перейшла до системи ринкової економіки: був скасований комунізм, запроваджено вільне ціноутворення та значна частина економіки була приватизована. Однак в країні не було наглядових органів
Піонерами нерозвиненої ринкової економіки Росії були майбутні олігархи, які блискавично захоплювали нові можливості. Олігархи розпочали свою діяльність ще в радянські часи, на ранніх етапах перебудови. Деякі з них були молодими підприємцями, які продавали послуги та імпортували іноземну продукцію. Спочатку вони засновували прості кооперативи. Коли лібералізація грошового ринку дозволила створити банки, потенціал заробітку збільшився. Бізнесмени почали конкурувати за привабливі торгові угоди та державні товарні компанії, заснували газети та телеканали. За кілька років російська ділова еліта придбала стільки капіталу, інфраструктури та мережі контактів, що змогла взяти участь у найбільшій у світі масовій приватизації. Російська Дума не мала влади, а президент Єльцин наказав бізнесменам, які в силу своїх володінь зараз мали великий вплив.
У серпні 1992 року лідер російського приватизаційного проекту Анатолій Чубайс хотів створити купівельну спроможність, зробивши цілу націю акціонерами та учасниками російського промислового пирога. Через два роки всім громадянам Росії обіцяли путівку на приватизацію. Багато майбутніх олігархів усвідомили цінність купонів і купили їх. За два роки було приватизовано понад 100 000 державних компаній.

### Номенклатурні олігархи

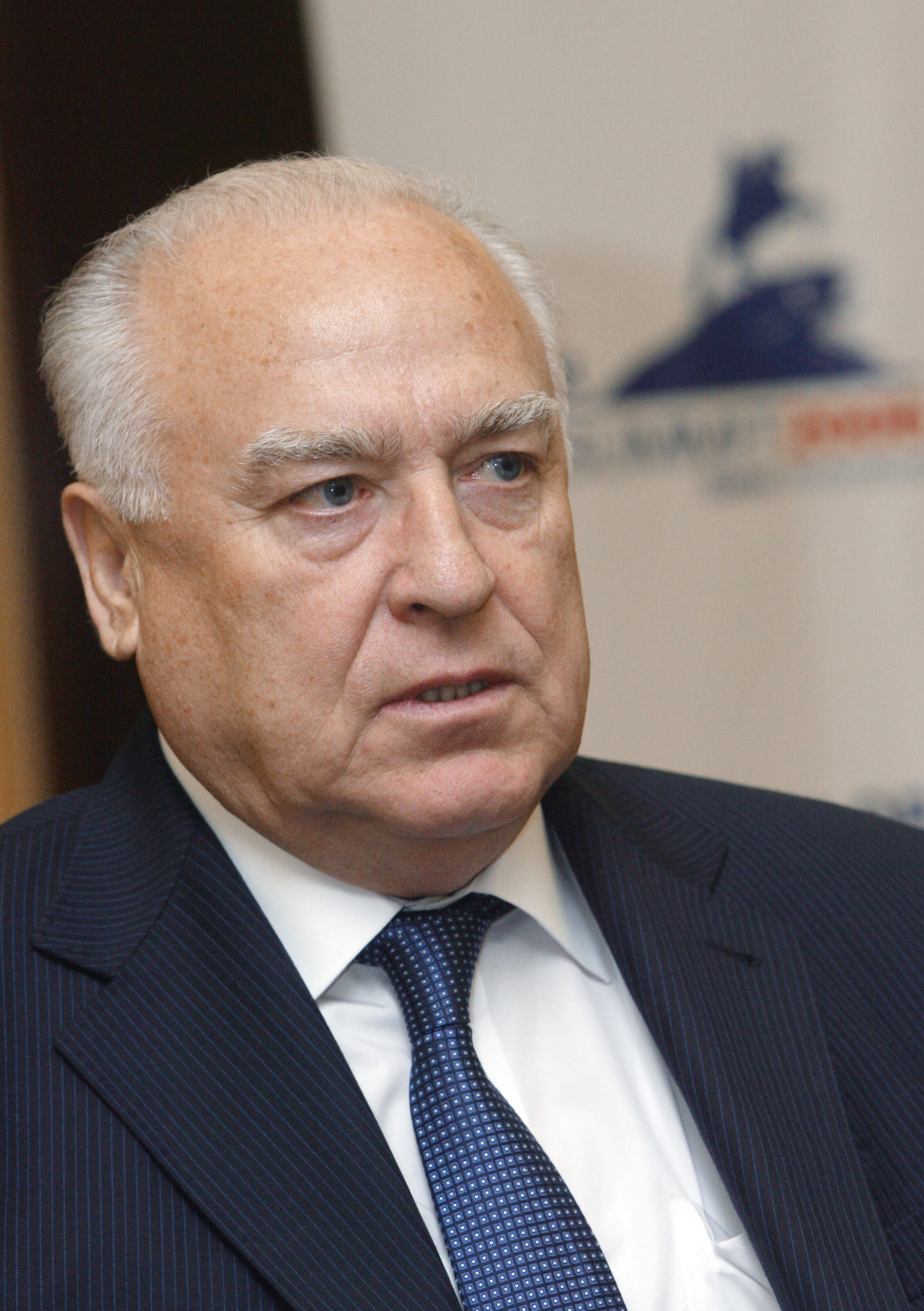
Віктор Черномирдін

Перші доларові мільярдери прийшли до Росії на пізніх етапах Радянського Союзу. Ті, хто мали впливову позицію в комуністичній партії, мали найкращі вихідні точки для перших ознак ринкової економіки. Ці "номенклатурні олігархи" не отримували великої зарплати, але своїми повноваженнями вони змогли ставитися до російської економіки так, ніби це було їхнє власне приватне господарство. Вони скористалися різницею між низькими фіксованими цінами Росії та цінами на зовнішньому ринку. Важливість партійного фону залишалася і після розпаду Радянського Союзу, оскільки стара російська ієрархія залишалася в російській державній адміністрації.
Найвидатнішими номенклатурними олігархами були Віктор Черномирдін, Рем Вяхірєв та Вагіт Алекперов, усі вони накопичили багато багатства після розпаду Радянського Союзу. Черномирдін був міністром, відповідальним за газову галузь Радянського Союзу. Він здійснив найбільш масштабну приватизацію, коли міністерство газу стало "Газпромом". Вяхірєв став генеральним директором «Газпрому» і керував компанією як власною компанією. У 2000 році його акції «Газпрому» коштували сотні мільйонів євро. Алекперов призначений генеральним директором енергетичної компанії "Лукойл".

### Підприємницькі олігархи
Більшість великих олігархів 1990-х років були "підприємницькими олігархами". Вони змогли заробити гроші без роботи, освіти або почати на межі переходу між двома різними економічними системами 1980-х. Це були молоді та сміливі, вольові чоловіки. Багато російських підприємницьких олігархів є євреями етнічного походження, яким було важко просунутися в Комуністичну партію або здобути високе становище в суспільстві. Натомість вони процвітали в чорній економіці і тому були одними з єдиних капіталістів у Росії, коли почалася ера капіталізму.
Коли був прийнятий Закон про кооператив 1987 року, молоді ділові люди зрозуміли ринок і скористалися новими обставинами. Вони почали продавати бажані товари та послуги, які імпортували та продавали з хорошою націнкою. Спочатку продукцією були сигарети, джинси та пластинки, а згодом - комп’ютери та відеомагнітофони. Коефіцієнт обміну між папером та реальними рублями, якими користуються компанії, був простий у використанні. Михайло Ходорковський одним із перших застосував мінливість рубля. Контакти з політичною владою були також важливими для підприємницьких олігархів.

## Епоха Путіна

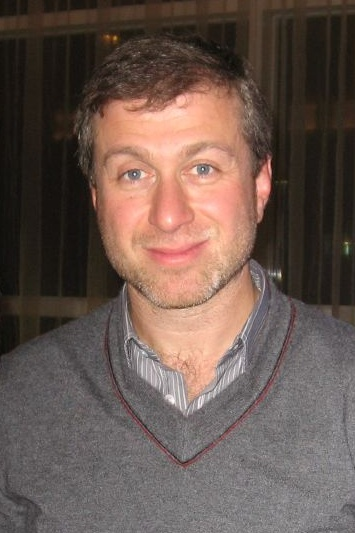
Роман Абрамович

Наступник Бориса Єльцина Володимир Путін взяв під контроль великі телекомпанії на чолі з олігархами в 2001 році. Він дозволив олігархам зберігати своє майно, поки вони трималися осторонь від державних справ і жодним чином не виступали проти Кремля. Деякі олігархи тікали з країни, але більшість пристосувалися до епохи Путіна. У 2003 році Путін посперечався з Михайлом Ходорковським, власником "Юкосу", найбагатшою людини в країні, який почав звинувачувати путінський режим у повсюдній корупції. Ходорковський продовжував критикувати Путіна і фінансувати опозицію, поки його не заарештували за фінансовими звинуваченнями в жовтні 2003 року і не засудили до тривалих тюремних вироків.
З «семи банкірів» їхні групи в Росії змогли утримати лише Михайло Фрідман та Володимир Потанін. Однак вони більше не вимагали влади, а повинні були бути лояльними до уряду. Роман Абрамович, Михайло Прохоров, Олег Дерипаска та Віктор Вексельберг були одними з найбагатших у країні в 90-х роках. Вони та інші прихильники доларові мільярдери не брали участі в моделі позики до власного капіталу і, як правило, менше залежали від енергетичного сектора. Нова бізнес-еліта перейшла до нових напрямків бізнесу та прагнула розвивати свої компанії більш амбітно, ніж раніше. Їх фінансування надходило з-за кордону частіше, ніж раніше, і вони також значну частину свого часу проводили за кордоном. Росія процвітала швидко в 21 столітті, і хоча нові олігархи не мали сили керувати речами за лаштунками, їх багатство значно зросло. У той же час справжнього багача лише почали називати "звичайними" мільярдерами, вже не "олігархами". Суперечки між олігархами також закінчилися.
Світова фінансова криза поширилася і на Росію в 2008 році. Російські мільярдери втратили загалом майже 370 мільярдів доларів під час кризи, а дві третини 100 найбагатших людей країни втратили статус мільярдера до початку 2009 року. Наприклад, Олег Дерипаска втратив майже 90% вартості своїх активів і йому довелося продати кілька своїх компаній за дешево. Через різке падіння багатства олігархи також втратили значну частину свого політичного впливу.
На початку 2018 року у Великій Британії набув чинності так званий Закон про необґрунтоване багатство. Таким чином, країна хоче розповісти про багатство російських олігархів, і вони є однією з чітких цільових груп закону. За законом, органи влади можуть вимагати обліку незрозумілих статків, а будь-яке багатство, яке перевищує 50 000 фунтів стерлінгів, може бути конфісковане за відсутності пояснень яким чином воно набуте. Згідно з повідомленням, опублікованим у травні 2018 року Комітетом із закордонних справ парламенту, сподвижники Путіна приховували кошти, отримані внаслідок корупції у Британії. Російських олігархів називають "відмивальниками грошей", які успішно використали недоліки та лазівки в чинних економічних санкціях проти Росії.